# Claude Black
Claude Black (* 24. Oktober 1932 in Detroit, Michigan; † 17. Januar 2013) war ein US-amerikanischer Jazzpianist.
Black wuchs in Detroit auf; ersten Unterricht auf dem Klavier hatte er bei seiner Großmutter. Er war dann Waldhornist in einer Schulband, der auch Donald Byrd angehörte. Mit 16 Jahren hatte er erste professionelle Auftritte in einem Club namens Uncle Tom’s Plantation in Detroit. 1948 nahm er wie auch Byrd mit dem Robert Barnes Sextette auf; auch spielte er mit Billie Holiday. In den 1950er Jahren spielte er u. a. mit Charlie Parker, Stan Getz und Wes Montgomery. Anfang der 1960er Jahre tourte er mit Dakota Staton, spielte dann bei Earl Bostic und tourte 1965 mit Aretha Franklin. Er unterrichtete an der University of Toledo und arbeitete vierzig Jahre mit dem Bassisten Clifford Murphy zusammen, davon zwanzig in dessen Club Murphy’s Place. Claude Black wirkte von 1948 bis 2012 bei elf Aufnahmesessions im Bereich des Jazz mit, u. a. mit David Fathead Newman (Cookin’ at Murphy’s). Mit Irvin Stokes und Oliver Jackson spielte er 1984 in Paris das Album Broadway ein. Unter eigenem Namen entstanden die Alben Live at the Peristyle (2000) und Nature of Jazz.